# George E. Johnson
Pour les articles homonymes, voir George Johnson.
George E. Johnson, né le 19 juin 1947 à Harleton (en), au Texas, est un ancien joueur américain de basket-ball.